# Gabriel Poix

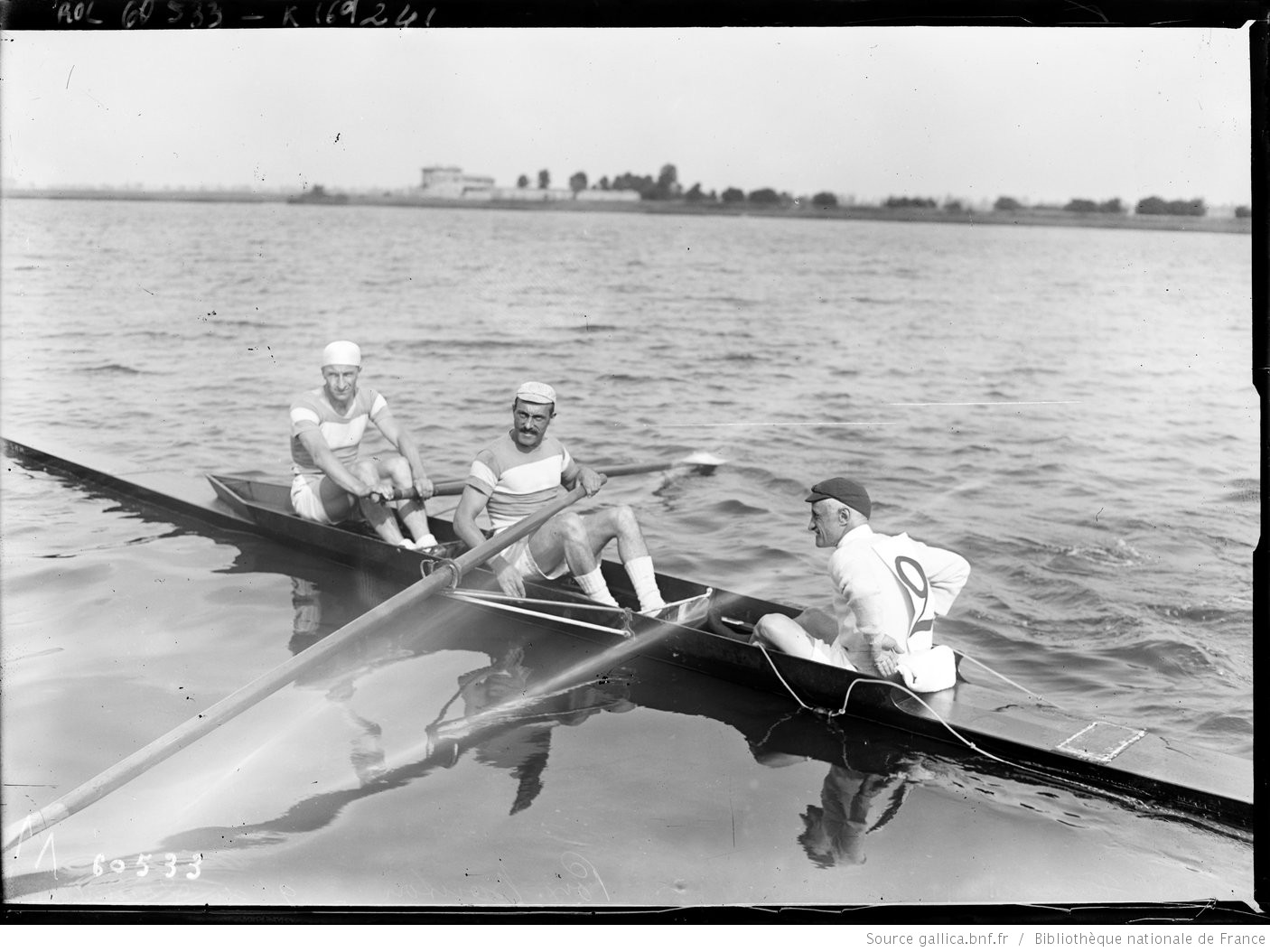
Bouton, Poix und Barberolle bei den Europameisterschaften 1920

Gabriel Augustin Poix (* 8. November 1888 in Paris; † 23. Januar 1946 in Nogent-sur-Marne) war ein französischer Ruderer, der 1920 eine olympische Silbermedaille gewann.

## Sportliche Karriere
Bei den Olympischen Spielen 1912 in London trat Poix als Schlagmann des Dollengig-Vierers der Societé Nautique de Bayonne an, schied aber im Vorlauf gegen das norwegische Boot aus.
Bei den Europameisterschaften 1913 in Gent siegte Poix zusammen mit Maurice Bouton von der Societé Nautique de la Marne im Zweier mit Steuermann.
1920 starteten Bouton und Poix mit Boutons Schwiegervater Ernest Barberolle als Steuermann bei den Europameisterschaften in Mâcon und gewannen sieben Jahre nach ihrem letzten Titel erneut, dazwischen waren die Europameisterschaften wegen des Ersten Weltkriegs ausgefallen. Zweite in Mâcon waren die Schweizer mit Édouard Candeveau, Alfred Felber und Paul Piaget vor den Belgiern Georges und Oscar Van Den Bossche mit Guillaume Visser.
Zwei Wochen nach den Europameisterschaften fanden in Antwerpen die Ruderwettbewerbe der Olympischen Spiele 1920 statt. Im Zweier ohne Steuermann waren vier Boote am Start: Neben den drei Medaillengewinnern von Mâcon traten noch die Italiener Ercole Olgeni, Giovanni Scatturin und Guido De Filip an, die im Vorlauf die Belgier bezwangen. Italiener, Franzosen und Schweizer ruderten im Finale gegeneinander. Die Italiener siegten mit einer Sekunde Vorsprung vor den Franzosen, die Schweizer lagen knapp dahinter.